# Epermenia
Epermenia is een geslacht van vlinders van de familie borstelmotten (Epermeniidae).

## Soorten
- E. aequidentellus (E. Hofmann, 1867)
- E. albapunctella Busck, 1908
- E. anacantha Meyrick, 1917
- E. bicornis Gaedike, 2004
- E. bidentata (Diakonoff, 1955)
- E. brevilineolata Gaedike, 2004
- E. bulbosa Gaedike, 2004
- E. caledonica Gaedike, 1981
- E. californica Gaedike, 1977
- E. canicinctella (Clemens, 1863)
- E. cicutaella Kearfott, 1903
- E. commonella Gaedike, 1968
- E. conioptila Meyrick, 1921
- E. criticodes Meyrick, 1913
- E. chaerophyllella

Mineerborstelmot (Goeze, 1783)
- E. chaerophyllellus Goeze
- E. devotella (Heyden, 1863)
- E. dracontias Meyrick, 1917
- E. ellochistis Meyrick, 1917
- E. epirrhicna Meyrick, 1938
- E. epispora Meyrick, 1897
- E. ergastica Meyrick, 1917
- E. exilis Meyrick, 1897
- E. falciformis

Oranje borstelmot (Haworth, 1828)
- E. farreni (Walsingham, 1894)
- E. griveaudi Gaedike, 2004
- E. illigerella

Zandkleurige borstelmot (Hübner, 1813)
- E. imperialella Busck, 1906
- E. infracta Braun, 1926
- E. iniquella (Wocke, 1867)
- E. iniquellus (Wocke, 1867)
- E. insecurella (Stainton, 1854)
- E. insularis Gaedike, 1979
- E. ithycentra Meyrick, 1926
- E. leucomantis Meyrick, 1917
- E. lomatii Gaedike, 1977
- E. macescens Meyrick, 1917
- E. maculata Gaedike, 2004
- E. malawica Gaedike, 2004
- E. meyi Gaedike, 2004
- E. mineti Gaedike, 2004

- E. minuta Gaedike, 2004
- E. oculigera (Diakonoff, 1955)
- E. ochreomaculella Millière, 1854
- E. ochreomaculellus (Millière, 1854)
- E. ochrodesma Meyrick, 1913
- E. orientalis Geadike, 1966
- E. oriplanta Bradley, 1965
- E. ozodes Meyrick, 1917
- E. parasitica Meyrick, 1930
- E. petrusella Heylaerts, 1889
- E. petrusellus (Heylaerts, 1883)
- E. philorites (Bradley, 1965)
- E. phorticopa Meyrick, 1921
- E. pimpinella Murtfeldt, 1900
- E. pithanopis Meyrick, 1921
- E. pontificella (Hübner, 1796)
- E. praefumata Meyrick, 1911
- E. profugella (Stainton, 1856)
- E. proserga Meyrick, 1913
- E. pumila (Buvat & Nel, 2000)
- E. scurella (Stainton, 1851)
- E. schurellus Herrich-Schäffer, 1855
- E. stictella (Wocke, 1867)
- E. stolidota (Meyrick, 1917)
- E. strictelloides Gaedike, 1977
- E. strictellus (Wocke, 1867)
- E. symmorias Meyrick, 1923
- E. tasmanica Gaedike, 1968
- E. theimeri Gaedike, 2001
- E. trifilata Meyrick, 1932
- E. trileucota Meyrick, 1921
- E. xeranta Meyrick, 1917